# 昭和コンクリート硬式野球部
昭和コンクリート硬式野球部（しょうわコンクリートこうしきやきゅうぶ）は、岐阜県岐阜市に本拠地を置き、日本野球連盟に加盟していた社会人野球の企業チームである。2003年に解散した。
運営母体は、昭和コンクリート工業。

## 概要
かつて県立岐阜商業高で野球部に所属していた昭和コンクリート工業の村瀬恒治社長により、1990年に『昭和コンクリート硬式野球部』として発足。
1995年にはJABA伊勢大会とJABA高山市長旗争奪飛騨高山大会で優勝している。
1996年に都市対抗野球に初出場を果たすと、その後4年連続で本大会に出場。また、同年は日本選手権にも初めて出場した。
創部当初からキューバ人選手を加入させており、さらには1999年に元プロ野球選手の林純次が入部するなど、積極的な戦力強化を図った。さらに岐阜市内に専用球場を設けるなど、急速な投資を行った。
2001年にはコーチ兼内野手として前原博之を獲得するなど強化を進め、同年の都市対抗野球ではベスト8に進出し、同じ岐阜県に本拠地を置く西濃運輸と並ぶ強豪になっていった。
しかし、経営環境の悪化などから2002年に休部を決定。同年の都市対抗野球で本大会出場を逃したことから休部を1年間延期し、2003年の都市対抗野球1回戦敗退をもって活動を終了した。

## 沿革
- 1990年 - 『昭和コンクリート硬式野球部』として創部。
- 1996年 - 都市対抗野球に初出場（2回戦敗退）。日本選手権に初出場（初戦敗退）。
- 2001年 - 都市対抗野球でベスト8進出。
- 2003年 - 活動停止。

## 主要大会の出場歴・最高成績
- 都市対抗野球大会 - 出場6回、8強1回（2001年）
- 社会人野球日本選手権大会 - 出場1回
- JABA伊勢大会 - 優勝2回（1995年、2000年）
- JABA高山市長旗争奪飛騨高山大会 - 優勝4回（1995年、1996年、1998年、1999年）

## 出身プロ野球選手
- 西山道隆（投手） - 休部に伴い米・独立リーグのウィニペグ・ゴールドアイズ、四国アイランドリーグ・愛媛マンダリンパイレーツを経て、2005年育成選手ドラフト2位で福岡ソフトバンクホークスに入団
- 衣川篤史（捕手） - 休部に伴い住友金属鹿島に移籍し、2006年大学生・社会人ドラフト4位で東京ヤクルトスワローズに入団

## 元プロ野球選手の競技者登録
- 林純次 - 投手（1999年 - 2003年）→休部に伴い西濃運輸に移籍　※1961年の柳川事件以降30年余り断絶されていた元プロ野球選手のアマチュア復帰第1号選手
- 前原博之 - 内野手兼任コーチ（2001年 - 2002年）→引退し社業に就き、2007年に退社

## かつて在籍していた選手
- 青山正克 - 内野手（1993年 - 2003年）→休部に伴い西濃運輸に移籍→一光に移籍　※2005年に都市対抗野球大会本大会に10年連続出場を達成